# تشوني
تشوني (بالإسبانية: San Cayetano de Chone)‏ هي مدينة، في الإكوادور، تقع في لوس أنجلس، وكانتون تشوني، بلغ عدد سكانها 52,810 نسمة وذلك حسب إحصائيات سنة 2010، تبلغ مساحتها 17 كيلومتر مربع، رمزها البريدي هو EC130350.

## أعلام
- لويس غارسيا